# 高野裕光
高野 裕光（たかの ひろみつ、1959年8月25日 - ）は熊本県下益城郡出身の日本の柔道家。階級は78kg級。身長175cm。得意技は大外刈、大内刈。

## 経歴
小学校5年の時に柔道を始めた。
富合中学から宇土高校を経て、筑波大学に進学すると、1979年の全日本新人体重別78kg級で優勝を飾った。
1980年の全日本学生柔道優勝大会では2位となった。
1981年には全日本学生柔道選手権大会でも優勝した。
1982年には筑波大学大学院に進むと、講道館杯で優勝を飾った。
さらに、選抜体重別でも岩手県警の日蔭暢年を破って優勝を果たした。
嘉納杯では日陰に敗れて2位だった。
1983年には講道館杯で2連覇を達成した。
1984年には鳥取エフワン所属となり、アジア選手権で優勝すると、選抜体重別でも優勝を果たした。
世界チャンピオンの日陰が選抜体重別の初戦で敗れたこともあって、ロサンゼルスオリンピック代表に選出された。
ロサンゼルスオリンピックでは初戦で今大会優勝した西ドイツのフランク・ウィニケに小外刈の有効で敗れるが、その後敗者復活戦を勝ち上がるも、3位決定戦でルーマニアのミルチャ・フラティカに縦四方固で敗れて5位にとどまり、メダルを獲得できずに終わった。
1986年には福岡大学の教員となり、講道館杯と選抜体重別で優勝するも、アジア大会代表には選出されなかった。
嘉納杯では決勝まで進むが、筑波大学の後輩である岡田弘隆に効果で敗れた。
1987年には講道館杯で優勝を飾った。
加えて、78kg級の選手ながら1984年から5年連続で全日本柔道選手権大会にも出場を果たした。
引退後は1993年から2000年まで全日本男子代表のコーチを務めた。

## 主な戦績
- 1979年 -　全日本新人体重別　優勝
- 1980年 -　全日本学生柔道優勝大会　2位
- 1981年 -　講道館杯 3位
- 1981年 -　選抜体重別　3位
- 1981年 -　全日本学生柔道選手権大会　優勝
- 1982年 -　ハンガリー国際　優勝
- 1982年 -　チェコ国際　2位
- 1982年 -　講道館杯　優勝
- 1982年 -　選抜体重別　優勝
- 1982年 -　嘉納杯　2位
- 1983年 -　講道館杯　優勝
- 1983年 -　選抜体重別　3位
- 1984年 -　アジア選手権　優勝
- 1984年 -　選抜体重別　優勝
- 1984年 -　ロサンゼルスオリンピック　5位
- 1982年 -　オーストリア国際　3位
- 1985年 -　フランス国際　3位
- 1985年 -　講道館杯　3位
- 1985年 -　選抜体重別　3位
- 1986年 -　講道館杯　優勝
- 1986年 -　選抜体重別　優勝
- 1986年 -　嘉納杯　2位
- 1987年 -　講道館杯　優勝

## 論文
- 高野 裕光